# Torneig d'escacs Memorial Leopold Trebitsch
El Torneig d'escacs Memorial Leopold Trebitsch fou una competició d'escacs organitzada per la família del fabricant de seda austríac Leopold Trebitsch. Entre 1907 i 1938 es varen jugar a Viena vint edicions d'aquest memorial.
El ric industrial Leopold Trebitsch (1842–1906) era un enamorat dels escacs i un mecenes de competicions escaquístiques. La seva família avançà la considerable suma de 100,000 kronen al Club d'Escacs de Viena (Wiener Schachklub) per organitzar una sèrie de torneigs. Com que Trebitsch va morir tot just un mes abans del començament del primer torneig, aquest va ser anomenat com ell, a la seva memòria. Sis dels primers nou torneigs (1907–18) els va guanyar Carl Schlechter, però la seva mort el desembre de 1918, juntament amb la pèrdua dels fons disponibles arran de la deblacle d'Àustria a la 
I Guerra Mundial, varen paralitzar el torneig temporalment. El 1926, el fill de Leopold Trebitsch, Oskar, va dipositar nous fons, permetent que se celebressin fins a onze edicions més del memorial, fins al 1938, quan l'annexió d'Àustria de banda dels nazis va acabar de finiquitar el torneig.

## Guanyadors
| #  | Any     | Campió                                          |
| -- | ------- | ----------------------------------------------- |
| 1  | 1907    | Jacques Mieses Imperi Alemany / Saxònia         |
| 2  | 1909/10 | Richard Réti Imperi Austrohongarès / Eslovàquia |
| 3  | 1910/11 | Carl Schlechter Imperi Austrohongarès / Àustria |
| 4  | 1911/12 | Carl Schlechter Imperi Austrohongarès / Àustria |
| 5  | 1913    | Carl Schlechter Imperi Austrohongarès / Àustria |
| 6  | 1914    | Carl Schlechter Imperi Austrohongarès / Àustria |
| 7  | 1915    | Carl Schlechter Imperi Austrohongarès / Àustria |
| 8  | 1916/17 | Carl Schlechter Imperi Austrohongarès / Àustria |
| 9  | 1917/18 | Milan Vidmar Imperi Austrohongarès / Eslovènia  |
| 10 | 1926    | Rudolf Spielmann Àustria                        |
| 11 | 1927    | Ernst Grünfeld Àustria                          |
| 12 | 1928    | Ernst Grünfeld Àustria · Sándor Takács Hongria  |
| 13 | 1929/30 | Rudolf Spielmann Àustria · Hans Kmoch Àustria   |
| 14 | 1931    | Albert Becker Àustria                           |
| 15 | 1932    | Albert Becker Àustria                           |
| 16 | 1933    | Ernst Grünfeld Àustria · Hans Müller Àustria    |
| 17 | 1934/35 | Albert Becker Àustria                           |
| 18 | 1935    | Erich Eliskases Àustria · Lajos Steiner Hongria |
| 19 | 1936    | Henryk Friedman Polònia                         |
| 20 | 1937/38 | Lajos Steiner Hongria                           |